# Польовий Геннадій Петрович
Польовий (Могила) Геннадій Петрович (*3 червня 1927, Одеса  — пом. 4 травня 2017 Київ) - український художник-графік, публіцист.

## Біографія
Батько — Петро Іванович Могила, артист Державного Українського народного хору ім. Г. Верьовки (псевдонім «Петро Польовий»). Мати — Марія Могила (Федорова, Казакова), артистка ТРАМу (Петроград), режисер. 
 Дружина — Галина Іллівна Гаркавенко (1933—2008), видатний український аквареліст.
Син — Сергій Геннадійович Польовий (1961), художник, громадський діяч.
Брат — Валерій Петрович Польовий (1927—1986), український композитор.
- 1950 — разом із братом, композитором Валерієм Польовим, був заарештований за звинуваченням у створенні молодіжної антирадянської організації, так званій «Народно-визвольній Партії» (НВП), «…що ставила своїм завданням підготовку збройного повстання з метою повалення політичного устрою у Радянському Союзі».
- 1950—1954 — працював на лісоповалі Солікамську (Усольлаг).
- 1954 — реабілітований.
- 1960 — закінчив Київський художній інститут, відділення графіки, майстерня станкової графіки професора О. С. Пащенка. Педагоги з фаху — В. І. Касіян, І. М. Плащинський, О. С. Пащенко.
- З 1963 — член Спілки художників СРСР.

## Творчі надбання
Має більше 20 персональних виставок. Працює у різних жанрах живопису, визнаний майстер пейзажу. Автор серій «Крим. Кара-даг» (1969), «Самоцвітні Карпати» (1990), «Саяни», «Верби України» (1997—2007), «Соняшники України» (1995—2001), «Вечірні вогні Києва» (2000—2002), циклів пейзажів із подорожей до Сибіру, Бурятії, Саян, Курильських островів, Якутії, Болгарії, Кавказу та ін. Більше сорока років творчість Г. Польового безпосередньо пов'язана з Україною.

## Музеї та картинні галереї
- Владивостоцька картинна галерея
- Горлівський художній музей
- Національний музей історії України у Другій світовій війні (Київ)
- Дніпропетровська картинна галерея
- Донецька картинна галерея
- Дубненський краєзнавчий музей
- Житомирський краєзнавчий музей
- Запорізький краєзнавчий музей
- Івано-Франківський краєзнавчий музей
- Кам'янець-подільський краєзнавчий музей
- Кіровоградський краєзнавчий музей
- Корсунь-шевченківський краєзнавчий музей
- Краєзнавчий музей Улан-Уде
- Краматорський художній музей
- Лубенський краєзнавчий музей
- Львівський краєзнавчий музей
- Маріупольський краєзнавчий музей
- Миколаївський обласний художній музей
- Менський краєзнавчий музей
- Могилів-Подільський краєзнавчий музей
- Музей історії Києва
- Національний художній музей України (Київ)
- Одеський національний художній музей
- Павлодарський музей українського мистецтва
- Полтавський художній музей
- Прилуцький краєзнавчий музей
- Севастопольська картинна галерея
- Сімферопольський художній музей
- Солікамський краєзнавчий музей
- Сумський художній музей
- Томський краєзнавчий музей (або Томський обласний художній музей[1])
- Український Дім, картинна галерея
- Феодосійська картинна галерея
- Харківський художній музей
- Херсонський краєзнавчий музей
- Черкаський художній музей
- Чернігівський історичний музей
- Шушенська картинна галерея

## Публіцистика
Польовий, Г. П. «Наздогнати веселку». Спогади про художників, журнал «Україна. Наука і культура», випуск 31, 2002 (В. Куткін, А. Горська, Р. Гавріленко, Р. Якутович)

Польовий, Г. П. «Салют на честь майстра». Про художника Г. Малакова. Журнал «Україна. Наука і культура»., випуск 30, 1998 

Польовий, Г. П. Спогади про композитора Ю. Щуровського. Київ, 2002